# 1200
Cette page concerne l'année 1200 (MCC en chiffres romains) du calendrier julien. Pour l'année 1200 av. J.-C., voir 1200 av. J.-C. Pour le nombre 1200, voir 1200 (nombre).
L'année 1200 est une année séculaire et une année bissextile qui commence un samedi. Elle se situe tout à la fin du Moyen Âge central.

## Événements
- 2 janvier : traité de Péronne entre le roi de France Philippe Auguste et le comte Baudouin VI de Hainaut ; Saint-Omer et Aire-sur-la-Lys sont restitués à la Flandre[1].
- 15 janvier :
  - Pierre de Capoue, légat du pape Innocent III, lance l’interdit sur le royaume de France, ce qui suspend toute vie sacrementelle et liturgique[2]. Philippe Auguste s’incline et reconnaît Ingeburge de Danemark pour épouse légitime et se sépare d’Agnès de Méranie qu’il avait épousée le 1er juin 1196, après avoir répudié sa deuxième femme Ingeburge de Danemark au terme de la nuit de noces.
  - Philippe Auguste crée juridiquement l'université de Paris en octroyant une charte royale accordant le for ecclésiastique à ses membres[3], quand un conflit éclate entre étudiants et prévôt royal. Les cours sont suspendus. Par une ordonnance, Philippe Auguste accorde des privilèges en faveur des maîtres et étudiants[4].

- 25 janvier : bataille de Bilbéis. Al-Afdhal est battu par les forces d’Al-Adel[5].

- 5 février[6] : début du règne d'Al-Adel (Safadin), sultan d’Égypte, frère de Saladin (fin en 1218). Il soumet la Mésopotamie. Sous Al-Adel, qui estime que la guerre sainte n’a plus lieu d’être après la récupération de Jérusalem et l’affaiblissement des Francs, le monde arabe connaît une ère de paix, de prospérité et de tolérance. Il adopte à l’égard des Occidentaux une politique de coexistence et d’échanges commerciaux, et encourage l’installation en Égypte de plusieurs centaines de marchands italiens.

- 9 avril : un incendie ravage le chœur et le transept de la cathédrale romane de Rouen[7],[8].

- 22 mai : par le traité du Goulet Jean sans Terre cède le comté d’Évreux à Philippe Auguste et reconnait la suzeraineté du roi de France sur les terres françaises des Plantagenêt[9].
- 23 mai : mariage, après la signature du traité précédent, entre le prince Louis (futur Louis VIII) et Blanche de Castille, fille du roi de Castille Alphonse VIII, petite-fille d’Henri II d’Angleterre et d’Aliénor d’Aquitaine et nièce de Jean sans Terre[10].

- 21 juillet[11] : Markward d’Anweiler, duc de Romagne déchu, qui réclame la tutelle sur le royaume de Sicile et assiège Palerme, est battu entre Palerme et Monreale par les troupes du pape Innocent III[12]. Son allié arabe, l’émir Magded, est tué dans la bataille[13]. Markward parvient cependant à établir un temps la souveraineté impériale sur la Sicile mais meurt en septembre 1202[14].

- Mort de Tekish. Début du règne de son fils Ala ad-Din Muhammad, shah du Khârezm (fin en 1220)[15].

- Premier document mentionnant le comitat de Caraș, à l’ouest du Banat, dans l’actuelle Roumanie[16].
- La principauté de Vladimir est renforcée par la création de l’évêché de Riazan[17], qui est détaché par Vsevolod de l’immense diocèse de Tchernigov.
- Fondation de la foire de Bruges[18].